# Alahis
Alahis, també Alachis o Alagis (? – Cornate d'Adda, 689), fou un duc longobard, duc de Trento al segle VII i usurpador del tron dels longobards i d'Itàlia entre 688 i 689.
Duc de Trento i arrià, es va posar al capdavant de la rebel·lió dels llombards del nord-est del regne contra el rei Perctarit, al voltant del 680. Probablement va ser l'associació al tron de Cunipert, fill de Perctarit, el que va encendre l'aixecament que va oposar a les tendències guerreres i religioses d'una part dels llombards encara substancials (pagans, arrians o seguidors del cisma tricapitolí) a la política dinàstica, pro-catòlica i a la pacificació portada a terme per la dinastia bavaresa encarnada per Perctarit i Cunipert. Perctarit va demanar ajut als bavaresos, que van envair el Trentí; Alahis va poder resistir i es va tancar a Trento que fou assetjada pel mateix rei, sense èxit. Alahis estava vinculat per llaços d'amistat amb Cunipert, i precisament per això el rei va encarregar al seu fill negociar un acord provisional; el preu de l'acord va ser la cessió a Alahis del ducat de Brèscia.
Quan, l'any 688 va morir Perctarit, Cunipert es va proclamar rei, i la rebel·lió va esclatar de nou. Alahis es va aprofitar una absència del rei per ocupar Pavia, capital del regne, i va obligar a Cunipert a refugiar-se a l'illa Comacina. En el govern, però, aviat es va mostrar opressiu i tirànic i es va alienar el suport popular, sobretot per la seva política d'hostilitat cap a l'Església Catòlica i esbiaixada a favor dels arrians.
El 689 Cunipert, gràcies al suport de la població i el clergat catòlic, va ser capaç de construir un exèrcit amb el qual es va enfrontar a l'usurpador en la batalla de Cornate, un combat a la plana entre Trezzo i Cornate d'Adda, al llarg del riu que marcava la frontera entre l'est i l'oest del regne. Alahis, que s'havia aliat amb Venècia, va ser derrotat i mort al final de la batalla.

## Nota
1. ↑  La data es discutidaM Jörg Jarnut diu que la batalla fou el 688 (Storia dei Longobardi, pàg. 67), però la majoria la situa al 689 (com Lida Capo, Commento Historia Longobardorum, pàg. 557.